# Diana Ankudinova
Diana Dmitrievna Ankudinova (en ruso: Диана Дмитриевна Анкудинова; Krai de Primorie, 31 de mayo de 2003) es una cantante y compositora rusa. Ganó fama luego de ganar dos temporadas consecutivas de You Are Super!, un concurso de talentos de la cadena rusa NTV para niños que han pasado una parte importante de su infancia sin el cuidado de sus padres. Las actuaciones de Diana Ankudinova se publicaron en el sitio web de NTV y en el canal de YouTube de NTV, donde pronto obtuvieron cientos de millones de visitas en todo el mundo. Ankudinova canta principalmente en ruso, inglés y francés. También ha cantado en otros idiomas, incluidos español, alemán y árabe.

## Primeros años
Ankudinova nació el 31 de mayo de 2003 en el extremo oriental del territorio de Primorie, en una zona al norte de la ciudad de Vladivostok. La madre biológica de Diana abusaba físicamente de ella.
A los tres años, Diana fue abandonada en una parada de autobús en invierno con una clavícula rota. Diana fue rescatada de la calle, pero sus rescatadores no pudieron hacerse cargo deella. Hicieron una declaración sobre el abuso de Diana ante el fiscal local y se acordó que la joven Diana debía ser entregada al cuidado de un orfanato en el Territorio de Primorie que se ocupaba del cuidado de niños pequeños abandonados en el área general. Los niños del orfanato eran enviados periódicamente a un sanatorio en Arséniev para ayudarlos a recuperar y mantener su salud física y mental. Una masajista, Irina Anatolyevna Ponik, que trabajaba en el sanatorio, desarrolló un afecto especial por Diana. La hija de Irina Ponik, que a veces visitaba a su madre en el trabajo, fue la primera en insistir en que su madre adoptara a Diana.
En 2008, Irina Ponik presentó los documentos necesarios para asumir la tutela legal formal de Ankudinova ante el departamento territorial de tutela y fideicomiso. Su nueva familia vivía en Arsenyev. En 2012, la familia se mudó a la ciudad de Toliatti, en el óblast de Samara. La mudanza a Toliatti se debió principalmente a los temores de Diana de que su madre biológica pudiera intentar encontrarla y abusar de ella o incluso intentar recuperar su custodia. Estos temores eran tan intensos que habían afectado significativamente su salud mental.

## Carrera
A los cuatro años y medio, el habla de Diana era extremadamente deficiente, con tartamudeo y otros problemas. Los logopedas recomendaron que recibiera clases de canto para mejorar su habla general y sus habilidades vocales. Pronto descubrió que le encantaba cantar.
El director de la banda de música de la ciudad de Arséniev, Aleksandr Varnamov, fue el primero en decir que Diana tenía una voz extraordinaria y muy hermosa, además de un oído perfecto para la música. Predijo a Diana un gran futuro como cantante.
Los profesores de Diana también notaron sus inusuales habilidades vocales en su canto. Aleksandr Varnamov llegó a un acuerdo con Elena Kazantseva, directora del conjunto vocal pop Zhemchuzhinki, para que aceptara a Diana en el grupo. También cantó en el dúo “Malinki” bajo la dirección de Elena Kazantseva.
Ankudinova ingresó en la escuela vocal y coreográfica Elegance bajo la dirección de Anna Pekhtereva en la ciudad de Arséniev.
Ankudinova comenzó a participar en muchos concursos de canto desde muy joven. También comenzó a cantar en eventos públicos en cada oportunidad que se le presentaba. Tras mudarse a Toliatti, Diana siguió cantando en público en cada oportunidad que tuvo y participó en numerosos concursos de canto. Comenzó a estudiar canto en el círculo de melodías de la Casa de Cultura de Toliatti, donde recibió clases de canto de Svetlana Vovk.
Ankudinova interpretó uno de los papeles principales en el musical Teremok con la orquesta rusa de la Filarmónica de Toliatti en noviembre de 2014.
En el estudio de teatro y música de DKIT, bajo la dirección de Dmitry Marfin, actuó en el musical Visiting the Fairy Tale, y también interpretó el papel de Becky Thatcher en el musical de jazz Tom Sawyer and His Friends.
A finales de 2016, Ankudinova pasó las audiciones preliminares no televisadas para la temporada 4 del programa ruso The Voice Kids. Apareció en las audiciones a ciegas del programa que se televisaron el 17 de febrero de 2017. Ankudinova cantó «Jodel Time», que originalmente fue interpretada por la banda suiza Oesch's die Dritten. Ninguno de los jueces seleccionó a Ankudinova, por lo que fue eliminada de la competencia. Sin embargo, antes de que abandonara el escenario, los jueces le pidieron que cantara una parte de otra canción. Luego cantó una parte de la canción de Édith Piaf «Non, je ne regrette rien». Como resultado de su actuación televisada en The Voice Kids, Ankudinova se volvió tan popular entre el público que se convirtió en la primera persona en los proyectos de The Voice en obtener más de un millón de visitas en YouTube después de no pasar las audiciones a ciegas televisadas iniciales en el programa.
Ankudinova participó en el concurso internacional New Wave Junior 2018 para jóvenes intérpretes de música pop en Artek, donde ganó el Premio del Público.
En septiembre de 2020, fue aceptada como estudiante en el Instituto Ruso de Arte Teatral (GITIS).
En diciembre de 2020, decidió intentar financiar su primer álbum de música en CD completo a través de crowdfunding, utilizando el sitio web ruso de crowdfunding Boomstarter. Cuando el período de crowdfunding expiró a principios de 2021, Ankudinova había alcanzado el 236% de su objetivo. El álbum lanzado se titula «DA» en honor a sus iniciales. El álbum fue lanzado a principios de diciembre de 2021, y contiene nueve canciones originales.